# Načelo najmanjše osuplosti
Načelo najmanjše osuplosti ali načelo najmanjšega presenečenja (angleško principle of least astonishment) je načelo v oblikovanju računalniških sistemov, ki pravi, da je uporabnik del sistema, zato mora oblika upoštevati njegove izkušnje in pričakovanja. Kadar obstaja več možnih oblikovnih rešitev, je torej običajno najboljša tista, ki se ujema s pričakovanji - z drugimi besedami, po tem načelu oblikovan sistem se bo vedel tako kot uporabnik pričakuje in ga bo najmanj presenečal. Predvidljivo vedenje zmanjša možnost napak in razočaranja na strani uporabnika, ki ne pozna delovanja sistema do podrobnosti.
Oblikovalec sistema (npr. programer), ki deluje po tem načelu, upošteva uveljavljene rešitve, pri čemer je pomembno ciljno občinstvo njegovega dela. Za primer, pri oblikovanju uporabniških vmesnikov je koristno, da imajo določene tipke ali podobne ikone enako funkcijo kot pri sorodnih aplikacijah.
Načelo namerno kršijo ustvarjalci zlonamerne programske opreme, ki uporabnikova pričakovanja zlorabljajo. Razširjen primer so hiperpovezave na spletnih straneh, oblikovane kot sistemska sporočila v operacijskem sistemu Microsoft Windows. Uporabnik po izkušnjah pričakuje, da se bo sporočilno okno zaprlo, ko bo kliknil na gumb »OK«, namesto tega pa ga sistem preusmeri na drugo spletno stran ali mu na računalnik namesti zlonamerno kodo.